# Johnius elongatus
Johnius elongatus és una espècie de peix de la família dels esciènids i de l'ordre dels perciformes.

## Morfologia
- Els mascles poden assolir 30 cm de longitud total.[4][5]

## Alimentació
Menja cucs bentònics i crustacis.

## Hàbitat
És un peix marí, de clima tropical i demersal que viu entre 30 m de fondària.

## Distribució geogràfica
Es troba a l'Índic occidental: costa occidental de l'Índia i Sri Lanka.

## Ús comercial
Es comercialitza fresc i en salaó.

## Observacions
És inofensiu per als humans.